# علیرضا ثانی‌فر
علیرضا ثانی‌فر (زادهٔ ۱ فروردین ۱۳۵۱) بازیگر، صداپیشه و نویسنده اهل ایران است. وی فارغ‌التحصیل رشته بازیگری از دانشگاه هنر است.

## زندگی
علیرضا ثانی‌فر نخستین بار در سال ۱۳۶۴، در ۱۳ سالگی، در فیلم مرگ گرگ‌ها به کارگردانی جهانگیر جهانگیری بازی کرده‌ است. ازجمله فعالیت‌های وی نویسندگی فیلم سینمایی تلویزیونی درست مثل یک پل، نویسندگی سریال انیمیشن پاییز گرم، یکی از نویسندگان سریال انیمیشن شب چله، سرپرست گویندگان سریال انیمیشن مشاهیر معاصر، سرپرست نویسندگان سریال انیمیشن کلان آباد، سرپرست نویسندگان سریال انیمیشن هوشان، نویسنده فیلمنامه «قطب نما»، سرپرست نویسندگان سریال انیمیشن نازبالش و... می‌باشد. از جمله جشنواره‌های شرکت کننده: تقدیر شده در جشنواره تئاتر فجر سال ۱۳۷۵ ، در نمایش خیابانی برنده جایزه اول، یاد باد... به کارگردانی برزو ارجمند فیلمنامه نویسی از سومین مسابقات فیلمنامه کانون پرورش فکری کودکان و نوجوانان در سال ۱۳۹۰ برای فیلمنامه «قطب نما» به همراهی و همکاری آناهیتا تیموریان. نخستین کار تلویزیونی وی شن‌های کف رودخانه در سال ۱۳۷۶ می‌باشد.

## آثار

### سینما
| سال تولید | عنوان فیلم                | کارگردان                  | نقش        |
| ۱۴۰۳      | علت مرگ: نامعلوم          | علی زرنگار                | ناصر       |
| ۱۴۰۱      | نبودنت                    | کاوه سجادی حسینی          | -          |
| ۱۳۹۸      | قصیده گاو سفید            | بهتاش صناعی‌ها و مریم مقدم | رضا        |
| ۱۳۹۷      | لتیان                     | اکتای براهنی              | مانی       |
| ۱۳۹۷      | خون خدا                   | مرتضی‌علی عباس میرزایی     |            |
| ۱۳۹۷      | هزارتو                    | امیرحسین ترابی            |            |
| ۱۳۹۷      | نگاه خیره                 | فرزاد خوشدست              |            |
| ۱۳۹۶      | درساژ                     | پویا بادکوبه              |            |
| ۱۳۹۵      | آزاد به قید شرط           | حسین مهکام                | کارگر      |
| ۱۳۹۴      | آخرین بار کی سحر را دیدی؟ | فرزاد موتمن               | یحیا       |
| ۱۳۹۳      | پل خواب                   | اکتای براهنی              | مدیر آژانس |
| ۱۳۹۳      | شکاف                      | کیارش اسدی‌زاده            |            |
| ۱۳۸۰      | اتانازی                   | محمدعلی سجادی             | ماکان برنا |
| ۱۳۷۸      | شراره                     | سیامک شایقی               |            |
| ۱۳۶۶      | گرفتار                    | منصور تهرانی              |            |
| ۱۳۶۴      | مرگ گرگ‌ها                 | جهانگیر جهانگیری          |            |
| --------- | ------------------------- | ------------------------- | ---------- |

### تلویزیون
| سال تولید | عنوان سریال                  |
| ۱۳۹۶      | سایه‌بان                      |
| ۱۳۹۵      | سایبر                        |
| ۱۳۹۳      | زمستان گرم                   |
| ۱۳۹۳      | واگن شماره ۲                 |
| ۱۳۸۸-۹۳   | شاید برای شما هم اتفاق بیفتد |
| ۱۳۷۶      | شن‌های کف رودخانه             |
| --------- | ---------------------------- |

### شبکه نمایش خانگی
| سال تولید | عنوان سریال | نقش        |
| ۱۴۰۴      | وحشی        | بازپرس     |
| ۱۴۰۲      | شریک جرم    | پدر محسن   |
| ١۴٠۱      | نوبت لیلی   | -          |
| ١۴٠٠      | حرفه‌ای      | کامران     |
| ١۴٠٠      | آنها        | سعید       |
| ۱۳۹۷      | نهنگ آبی    | دکتر زمانی |
| --------- | ----------- | ---------- |

## جوایز و افتخارات
| سال  | جشنواره                                                    | جایزه                          | فیلم  | نتیجه | منبع  |
| ---- | ---------------------------------------------------------- | ------------------------------ | ----- | ----- | ----- |
| ۱۳۹۷ | سی و پنجمین دوره جشنواره بین‌المللی فیلم کوتاه تهران (۱۳۹۷) | دیپلم افتخار بهترین بازیگر مرد | تشریح | برنده | [ ۲ ] |